# وزارة المواصلات (الكويت)
وزارة المواصلات في دولة الكويت تعتبر الجهة الأولى المسؤولة عن الاتصالات السلكية واللاسلكية وخدمات البريد وخدمات الإنترنت. ويتكون الهيكل التنظيمي في وزارة المواصلات من تسعة قطاعات (قطاع الاتصالات والخدمات المساندة، قطاع الشئون الادارية والقانونية، قطاع التخطيط، قطاع المالية، قطاع خدمات المشتركين، قطاع النقل، قطاع البريد، قطاع الخدمات الدولية، قطاع نظم المعلومات)
وقد تناوب عدد من الوزراء منذ أول تشكيل حكومي في دولة الكويت على إدارة وزارة المواصلات.

## وزراء المواصلات
1. الشيخ/ فهد السالم الصباح (1956 - 1959)
2. الشيخ/ مبارك عبدالله الاحمد الصباح (1959 - 1962)
3. الشيخ خالد السالم الصباح (1962 - 1964)
4. السيد/ يوسف الرفاعي (1964 - 1965)
5. السيد/ صالح الصالح (1965 - 1967)
6. السيد عبد العزيز الصرعاوي (1967 - 1975)
7. السيد/ سليمان الخالد (1975 - 1981)
8. السيد/ عيسى المزيدي (1981 - 1986)
9. السيد/ خالد سالم (1986 1988)
10. المهندس/ عبد الله الشرهان (1988 - 1990)
11. السيد/ حبيب جوهر حيات (1990 - 1994)
12. السيد/ جاسم محمد العون (1994 - 1998)
13. الشيخ/ علي السالم الصباح (1998 - 1999)
14. الشيخ/ أحمد العبد الله الصباح (1999 - 2006)
15. دكتور/ إسماعيل الشطي (2006)
16. دكتور/ معصومة صالح المبارك (2006 - 2007)
17. السيد/ شريدة المعوشرجي (2007)
18. السيد/ عبد الواحد العوضي (2007)
19. السيد/ عبد الله سعود المحيلبي (2007)
20. المهندس/ عبد الرحمن الغنيم (2007 - 2008)
21. المهندس/ نبيل بن سلامة (2009)
22. دكتور/ محمد محسن البصيري (2009 - 2011)
23. السيد/ سامي النصف (2011)
24. المهندس/ سالم الاذينة (2011 - 2013)
25. السيد/ عيسى الكندري (2013)[1]
26. رنا الفارس (2021)
27. المهندس عمر سعود العمر منذ 8 سبتمبر 2024 وحتي الان

كانت الخدمات الهاتفية والبرقية في دولة الكويت حتى عام 1956 تتم بواسطة شركة اللاسكلي البريطانية. وفي عهد عبد الله السالم الصباح انطلقت دولة الكويت الحديثة تستكمل جميع مقوماتها فتم تأميم هذا المرفق الحيوي. وكانت نقطة تحول هامة في تاريخ الاتصالات في دولة الكويت وبداية انقالب هائل في جميع الميادين.
وادخلت خدمات جديدة بفضل ما استجد من تطورات وتجهيزات حديثة مما استدعى إنشاء المحطة الارضية للاتصالات عبر الاقمار الصناعية محطة أم العيش والمبنى المركزي للاتصالات السلكية والاسكلية وغيرها من الخدمات الحديثة.
إن التطور الهائل الذي حدث في مجال الاتصالات السلكية واللاسلكية والبريد والهاتف في الكويت انما جاء نتيجة جهود مكثفة ومثمرة قام بها على التعاقب المسؤولون الذين تعاقبوا على هذا المرفق من اجل تدعيم وتطوير أعمال وخدمات وزارة المواصلات خدمة للشعب الكويتي ودفع لعجلة التقدم في دولة الكويت. وتمثل خدمات البريد والهاتف في مجموعها إحدى الوسائل الفعالة في أي مجتمع نحو زيادة نموه واضطراد تقدمه وانتقاصه، وذلك بفضل ما تتيحة له تلك الخدمات من أسباب الاتصال بين أفراده داخليا وبينهم وبين العالم الخارجي تضطلع به وزارة المواصلات دور هام وأساسي في اثراء حياة الشعوب وترابطها وتبادل المنافع والأفكار والثقافات فيما بينها.وان الخدمات التي تقدمها وزارة المواصلات أصبحت ضمن المعايير الأساسية في قياس المستوى الحضاري في الكويت.
- تأسس أول مكتب للبرق في الكويت عام 1912.
- مدت أسلاك الهاتف لأول مرة في الكويت عام 1942 م.[4]
- أول وزير: مبارك عبد الله الأحمد الصباح وزيرا للبريد والبرق والهاتف
- أول جهاز تليفون: هو الذي اشتراه التاجر محمد حسين معرفي في عهد الأمير أحمد الجابر الصباح، ووضعه في محله التجاري الكائن في الطرف الشمالي لسوق التجار للإتصال من مكتبه بموظفيه[5]

هذا وقد ظلت الكويت عضو فعال وبارز في الاتحاد الدولي للاتصالات منذ عام 1959 وتساهم في ميزانية الاتحاد لدعم أعماله والقرارات الصادرة عنه والدراسات التقنية المتخصصة وكذلك اتحاد البريد العالمي.

## الاتصالات في الكويت
وزارة المواصلات هي الجهة الوحيدة المسؤولة عن قطاع الهواتف الأرضية، بينما يوجد 3 شركات تقوم بتقديم خدمات الهاتف المحمول، وهي شركات تساهم بهم الحكومة بنسبة معينة إلا أنهم يعتبرون من ضمن إدارة القطاع الخاص، والشركات التي تقوم بتقديم هذه الخدمات هي شركة زين وهي أول شركة أسست في الكويت لتقديم هذه الخدمات حيث تم تأسيسها بعام 1983، والشركة الثانية هي الشركة الوطنية للاتصالات والتي أسست بعام 1997 وبدأت عملها بعام 1999 وبذلك تكون ثاني شركة تقدم خدمات الهواتف المحمولة في الكويت، والشركة الأخيرة هي فيفا للاتصالات والتي بدأت العمل بعام 2008.

## الإنترنت في الكويت
ظهر الإنترنت في الكويت في عام 1990 في جامعة الكويت عن طريق شركة آي بي إم. حوالي عام 1993 في بعض المناطق مثل شرق. ظهرت خدمات الإنترنت عالية السرعة عن طريق خط الهاتف خط اشتراك رقمي غير متماثل في عام 1998. حاليًا، يوجد تسعة مزودي لخدمة الإنترنت لخدمة الإنترنت، 4 سلكيًا عن طريق الـADSL والألياف الضوئية، و5 لاسلكيًا عن طريق الـ4G والـ3G، وعن طريق الـWiMAX.
في عام 2011 تم خفض الأسعار ولكنها ما لبث أن ارتفعت، وفي 25 سبتمبر 2012 أصدر وزير المواصلات أنذاك سالم الأذينة قرارًا بخفض أسعار الإنترنت السلكية بنسبة لا تقل عن 40% بعد أن قام المزودون برفع الأسعار بشكل كبير وتطبيق حد للاستخدام اليومي، وقامت الوزارة كذلك بخفض الضرائب المفروضة على المزودين. في مارس 2014 صدر تقرير من البنك الدولي يُبيِّن أن أسعار الإنترنت في الكويت هي الأرخص في المنطقة.وفي 8 أغسطس 2014 قامت وزارة المواصلات بتخفيض أسعار الإنترنت مرة أخرى بنسبة 21.6%.

## برج التحرير
برج التحرير هو برج للاتصالات يقع في مدينة الكويت بارتفاع 372 متر كثاني أعلى مبنى في الكويت بعد برج الحمراء، ويحتل المركز الحادي عشر بين أطول أبراج العالم، ويشغل مساحة تبلغ 21 ألف متر مربع، ويعد أهم المعالم في دولة الكويت، ويستخدم البرج كبرج للاتصالات حيث يعتبر من أهم المرافق التابعة لوزارة المواصلات في الكويت.أنتهي من بناءه في عام 1996 حيث توقف بناؤه أثناء الاحتلال العراقي للكويت.
بوشر بناؤه كأحد مرافق مشروع مجمع الاتصالات الذي انتهي من تنفيذ مراحله الأولى في العام 1970، خلال تصميم المشروع كان مبنى الاتصالات المركزي القديم قائماً بموقع العمل ويتألف من 11 طابقاً ويضم مختلف خدمات الاتصالات المحلية والدولية، وبدأ العمل في إنشاء برج الاتصالات الجديد (سمي بعد تحرير الكويت في 19 بعد التحرير ببرج التحرير) في أبريل عام 1987 إلا أن أعمال المشروع قد توقفت خلال الغزو العراقي على دولة الكويت في صباح 2 أغسطس 1990، واستؤنف العمل في تشييده في عام 1993، سمي ببرج التحرير بعد تحرير الكويت من الاحتلال العراقي للكويت.
بلغت التكلفة الإجمالية للبرج 50 مليون دينار كويتي (165 مليون دولار أمريكي)، يبلغ عمق القاعدة 18 متراً تحت مستوى سطح البحر وتضم 3 سراديب متتالية.
يشتمل البرج على مبنيين السفلي منهما على ارتفاع 150 متر ويحوي مطعماً دواراً فاخراً وشرفة للمشاهدة، ومبنى آخر على الارتفاع من 170 إلى 210 متر ويتكون من 6 طوابق تحتوي على مكاتب فنية تستفيد منها وزارة المواصلات وجهات رسمية أخرى في الدولة.
وقد تم مؤخرا افتتاح الحكومة مول في برج التحرير ويحتوي على أفرع لجميع خدمات وزارات الدولة

## الحكومة مول
هو مشروع خدمي يعمل بمبنى برج التحرير من ثلاثه ادوار؛ وهو مركز يقدم خدمات لآغلب الجهات الحكومية التي لها علاقة مباشرة بالمواطنين؛ حيث تقوم أغلب الجهات الحكومية بافتتاح مراكز خدمة لها؛ والمتمثلة في وزارة الداخلية والعدل والشئون والتجارة بالإضافة الي التأمينات الاجتماعية والمعلومات المدنية والبنوك؛ وكذلك العديد من الجهات الحكومية
يهدف مشروع الحكومة مول إلى انجاز معاملات المواطنين والمقيمين تحت سقف واحد وبأسرع وقت ممكن حيث يضم معظم الوزارات والجهات الحكومية بحيث يستطيع المراجع ان ينهي معاملاته في وزارة الداخلية وبلدية الكويت ووزارة التجارة والصناعة والإدارة العامة للإطفاء والهيئة العامة للمعلومات المدنية والمؤسسة العامة للتأمينات الاجتماعية وبعض الوزرات الأخرى، لا على سبيل الحصر بالإضافة لبعض الشركات الأخرى مثل فاست تيلكو وكيمز، مما يوفر الوقت والجهد على المراجعين لمختلف القطاعات في الدولة. والإحصائيات الشهرية اثبتت إقبال أعداد كبيرة من المراجعين على إنهاء معاملاتهم في مشروع (حكومة مول)

## صفحات لها علاقة
- برج التحرير
- الاتصالات في الكويت
- الإنترنت في الكويت